# Robin Nelisse
Robin Nelisse (Rotterdam, 25 januari 1978) is een Nederlands-Arubaans voormalig profvoetballer die doorgaans als aanvaller speelde. Hij kwam ook uit voor het Nederlands-Antilliaans elftal waar hij aanvoerder was.

## Biografie
Nelisse werd als op 12-jarige leeftijd door Feyenoord gescout bij De Musschen. In het seizoen 1997/1998 kwam hij negen maal in actie en trof driemaal doel. Nadat hij in het seizoen erna vijf keer in actie kwam (één doelpunt) werd Nelisse verhuurd aan Cambuur Leeuwarden. Daar scoorde hij in 34 wedstrijden 12 keer. Hij vertrok naar AZ, waar hij onder Co Adriaanse opbloeide. Nelisse stond daar vijf seizoenen in de basis. Tot de zomer van 2005 kwam hij 155 keer in actie voor de club en scoorde hij 47 goals. Na de komst van Sjota Arveladze leek Nelisse genoegen te moeten nemen met een plaats op de bank, waarop hij naar FC Utrecht vertrok.
Bij FC Utrecht moest hij de naar ADO Den Haag vertrokken Michael Mols opvolgen. In het seizoen 2005/2006 kwam hij voor FC Utrecht 32 maal in actie en scoorde hij negen doelpunten. In het seizoen 2006/2007 kwam hij door blessures en een vormcrisis tot twee doelpunten in achttien wedstrijden. In de zomer van 2008 vertrok Nelisse transfervrij naar Red Bull Salzburg, waar hij herenigd  werd met Adriaanse. Daarmee werd hij in zowel het seizoen 2008/09 als in 2009/10 landskampioen van Oostenrijk. In augustus 2011 kondigde Nelisse het einde van zijn loopbaan aan vanwege problemen met zijn knie. Nelisse bouwde een huis op Aruba en is ambassadeur van de Dutch Caribbean Stars.

## Statistieken
| Seizoen | Club                 | Duels | Goals | Competitie |
| ------- | -------------------- | ----- | ----- | ---------- |
| 1997/98 | Feyenoord            | 9     | 3     | Eredivisie |
| 1998/99 | Feyenoord            | 5     | 1     | Eredivisie |
| 1999/00 | → Cambuur Leeuwarden | 34    | 12    | Eredivisie |
| 2000/01 | AZ                   | 32    | 16    | Eredivisie |
| 2001/02 | AZ                   | 33    | 13    | Eredivisie |
| 2002/03 | AZ                   | 33    | 6     | Eredivisie |
| 2003/04 | AZ                   | 31    | 6     | Eredivisie |
| 2004/05 | AZ                   | 26    | 6     | Eredivisie |
| 2005/06 | FC Utrecht           | 32    | 9     | Eredivisie |
| 2006/07 | FC Utrecht           | 18    | 2     | Eredivisie |
| 2007/08 | FC Utrecht           | 33    | 16    | Eredivisie |
| 2008/09 | Red Bull Salzburg    | 32    | 12    | Bundesliga |
| 2009/10 | Red Bull Salzburg    | 8     | 1     | Bundesliga |
| 2010/11 | Red Bull Salzburg    | 0     | 0     | Bundesliga |
| Totaal  | Totaal               | 326   | 103   |            |

## Erelijst
- Kampioen van Nederland: 1999
- Kampioen van Oostenrijk: 2009
- Kampioen van Oostenrijk: 2010